# Le Huron

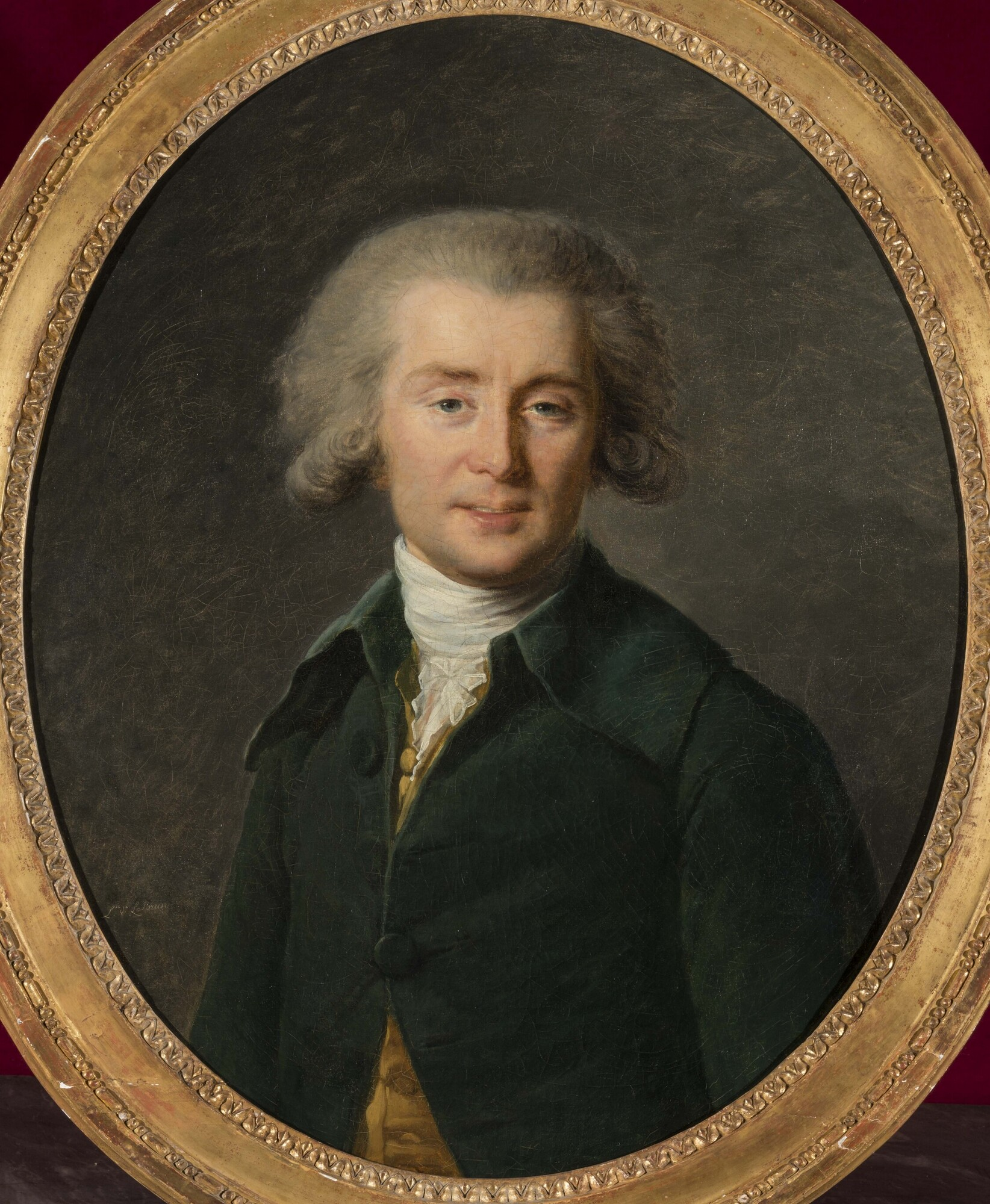
André Grétry

Le Huron är en fransk opéra comique i två akter med musik av André Grétry och libretto av Jean-François Marmontel efter romanen L'Ingénu (1767) av Voltaire.

## Historia
Tack vare den svenska ambassadören i Paris, Gustaf Philip Creutz, kom Grétry i kontakt med Marmontels libretto. På bara sex veckor tonsatte han verket som hade premiär den 20 augusti 1768 på Comédie-Italienne i Paris.

## Personer

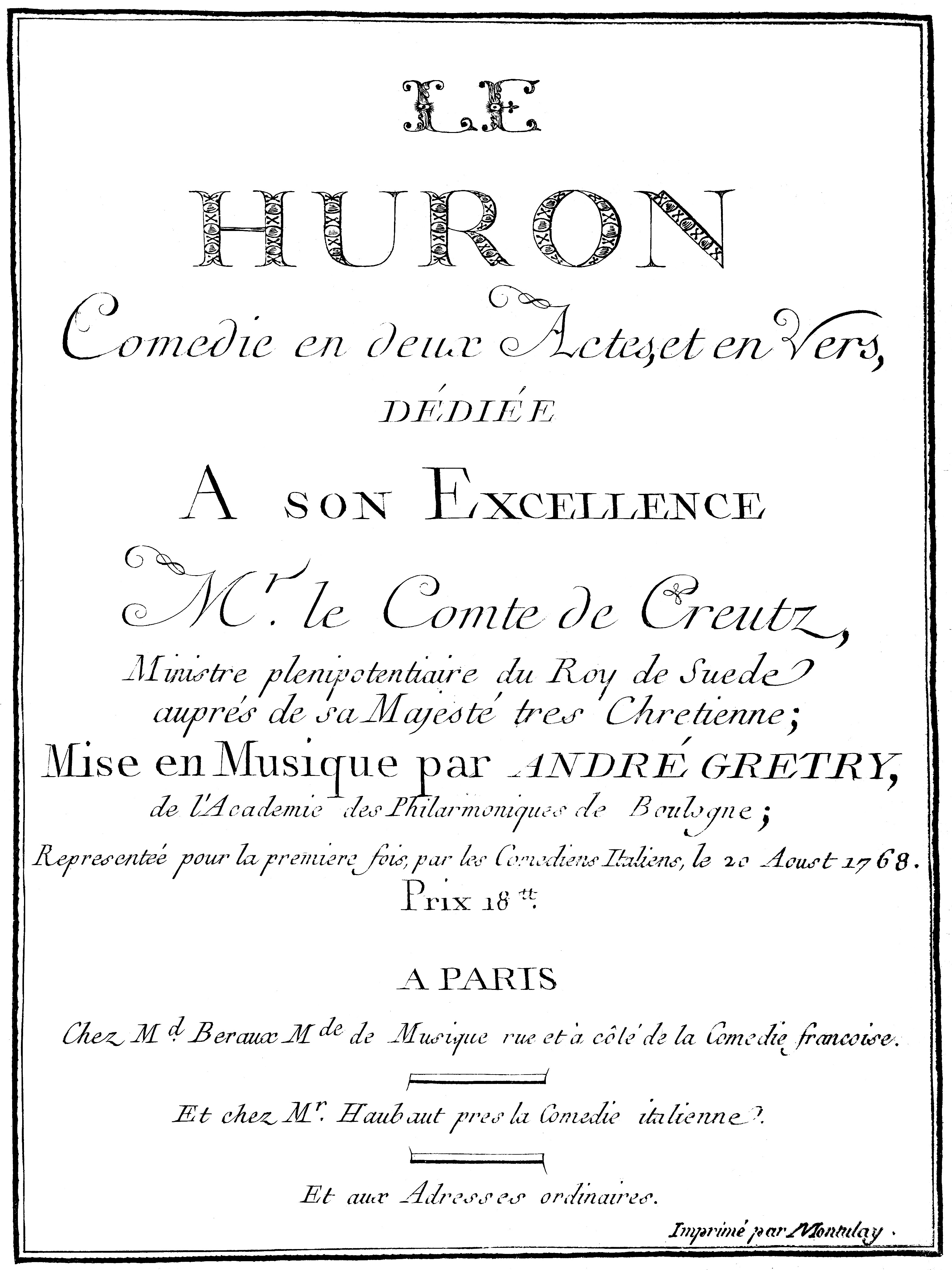
Partiturets titelsida med dedikation till greve Creutz.

| Roller          | Stämma  | Premiärbesättning 20 augusti 1768 (Dirigent:) |
| --------------- | ------- | --------------------------------------------- |
| Huronen         | baryton | Joseph "Giuseppe" Caillot                     |
| Gilotin         | tenor   | Jean-Louis Laruette                           |
| En officer      | tenor   | Jean-Baptiste Guignard, kallad Clairval       |
| Saint-Yves      | bas     |                                               |
| Mlle Saint-Yves | sopran  | Marie-Thérèse Laruette                        |
| Kerkabon        | bas     |                                               |
| Mlle Kerkabon   | sopran  |                                               |
| Funktionär      | talroll |                                               |

## Handling
Den "nobla vilden", Huronindianen från Kanada kommer till franska Bretagne. Han hänför alla med sin skönhet och hjältemod då han slår tillbaka ett uppror från engelsmännen. Till slut upptäcker man att han i själva verket är fransman och kan äntligen gifta sig med fröken Saint-Yves.